# Mateo Paz Soldán
Mateo Mauricio Paz Soldán y Ureta (n. Arequipa, Perú, 21 de septiembre de 1812 - m. Lima, 11 de marzo de 1857) fue un matemático, astrónomo, geógrafo, abogado y poeta peruano. Calificado como un "Monstruo del saber", por la vastedad de sus conocimientos científicos y humanísticos, fue autor de una reputada Geografía del Perú publicada, póstumamente, por su hermano Mariano Felipe Paz Soldán.

## Biografía
Fue hijo de Manuel Paz Soldán y Gregoria de Ureta Araníbar, y hermano de Mariano Felipe Paz Soldán (historiador) y José Gregorio Paz Soldán (político y diplomático). Nació en una casona de la calle de San Francisco 302, en Arequipa, la "Ciudad blanca", cuna de las más importantes revoluciones del Perú republicano.
Estudió en el Seminario de San Jerónimo de su ciudad natal, demostrando precocidad en el aprendizaje, a tal punto que, todavía alumno, se le confió la enseñanza de Filosofía y Teología. Demostró una habilidad extraordinaria para las matemáticas, llegando a formular reglas para la resolución de ecuaciones de tercer y cuarto grados.
Luego pasó a la Universidad Nacional de San Agustín, donde se recibió de abogado en 1835. Asociado con su hermano José Gregorio, empezó a ejercer su profesión, y simultáneamente se dedicó a la enseñanza universitaria, asumiendo la cátedra de Derecho Patrio, así como la secretaría de la Universidad arequipeña.
En 1839, fue nombrado agente fiscal, por lo que se orientó momentáneamente hacia la magistratura. Fue vocal interino de la Corte Superior de Arequipa (1845) y auditor de guerra. Alternó sus tareas judiciales con el periodismo, y por aquellos años editó El Nacional, El Crepúsculo (junto con Andrés Martínez) y El Pabellón Nacional (donde compartió la dirección con Ignacio Novoa).
Los vaivenes políticos lo obligaron a trasladarse a Lima;  luego emprende un viaje de estudios por Europa en 1848. Conocedor del latín clásico, además del inglés, el francés y el italiano, entre otros, recorrió el Viejo Continente, entablando amistad con celebridades científicas como Arago, Moigno, Cauchy, Despretz y Airy; este último le obsequió sus libros y le permitió visitar el observatorio de Greenwich. Llevó también consigo su manuscrito de un tratado de trigonometría y astronomía, que hizo imprimir en París y que  fuera adoptado en España como texto oficial de enseñanza.
De regreso en el Perú, el Congreso del Perú acordó adquirir sus textos para distribuirlos en los centros de enseñanza. Fue nombrado oficial mayor del Ministerio de Relaciones Exteriores, funcionario de la dirección de Hacienda, director del Colegio Militar y fiscal del Tribunal de los Siete Jueces, al inicio del gobierno del general José Rufino Echenique (1851). Todas esas responsabilidades burocráticas que la nación le confiaba pretendían ser un reconocimiento a su saber, aunque no conciliaban con su verdadera vocación, la de científico e investigador.
Volvió a Arequipa en 1852, como rector del Colegio de la Independencia Americana, pero retornó poco después a Lima, sumándose a la campaña contra los malos manejos del gobierno de Echenique en el pago de la consolidación de la deuda interna. Desde el diario El Comercio publicó diversos versos satíricos contra el gobierno, que firmó con el seudónimo de “Tomás de la Ponza” (anagrama de su nombre), no siendo difícil identificarlo como su autor. En uno de esos versos decía: «¡No nos roben! ¡Libertad!». Se ganó así un juicio de imprenta, por lo que se vio obligado a asilarse en el consulado de Cerdeña, pero fue finalmente arrestado cumpliendo una condena de dos meses y dos días.
Posiblemente para tenerlo lejos de la capital, fue nombrado director del Colegio de la Independencia de Arequipa, pero apenas lo ejerció durante tres meses, de noviembre de 1852 a febrero de 1853. Acosado por la pobreza, se tornó misántropo. Y aunque volvió a Lima en 1855, para ejercer como profesor de matemáticas en el Convictorio de San Carlos, no se recuperó.
Aquejado por un mal cardíaco, rehusó tratarse médicamente, porque deseaba «morir y descansar». Su deseo se vio cumplido cuando apenas superaba los 44 años de edad.

## Obras
- Tratado elemental de Astronomía teórica y práctica (2 volúmenes. París, 1848).
- Tratado de Trigonometría plana y esférica (París, 1848).
- Geografía del Perú (póstuma, Lima, 1862), que su hermano Mariano Felipe editó con numerosas adiciones y un apéndice bibliográfico.
- Compendio de Geografía Matemática, Física y Política (póstuma, Lima, 1863).

Dejó inéditas las siguientes obras: Tratado de Cálculo diferencial e integral, Tratado de Álgebra, Resolución analítica de los triángulos esféricos y Análisis de Trigonometría rectilínea, así como un cuaderno con poemas en castellano y francés.

## Su obra Geografía del Perú
Su monumental obra Geografía del Perú tiene el mérito de ser el primer libro de conjunto sobre la geografía peruana escrito en el siglo XIX. Originalmente, el proyecto del sabio era hacer una tratado acerca del Perú, y al mismo tiempo, una obra general sobre geografía matemática, física y política, pero su prematuro fallecimiento impidió que la culminara. El historiador Jorge Basadre dice respecto a esta obra:

Tal como apareció la Geografía del Perú contiene un esquema de la historia de la conquista, importantes cuadros estadísticos tomados de documentos oficiales, las posiciones geográficas de varios lugares calculadas por distintas observaciones, la división política de la República en departamentos, provincias y distritos con las principales producciones naturales, la industria y el comercio y referencias a los monumentos antiguos, los itinerarios, la distribución geográfica de los vegetales, el idioma, las costumbres, el arte, las fiestas y los yaravíes. Además, incluye el compendio de la geografía matemática y física y de geografía universal.